# نایجل آموس
نایجل آموس (انگلیسی: Nijel Amos؛ زادهٔ ۱۵ مارس ۱۹۹۴) یک دونده دو نیمه‌استقامت اهل بوتسوانا است.
از افتخارات وی میتوان به کسب مدال نقره ۸۰۰ متر در بازی‌های المپیک تابستانی ۲۰۱۲ اشاره کرد.